# أنتوني سووفورد
أنطوني سووفورد (بالإنجليزية: Anthony Swofford)‏ (ولد في 12 أغسطس 1970 في فيرفيلد، الولايات المتحدة) كاتب وضابط سابق في قوات مشاة بحرية الولايات المتحدة أمريكي اشتهر بكتابه جارهيد عام 2003 الذي اعتمد اعتمادًا كبيرًا على رواياته عن مختلف المواقف التي صادفها في حرب الخليج الثانية. هذه المذكرات كانت أساس فيلم عام 2005 الذي يحمل نفس الاسم من إخراج سام ميندز. يشير العنوان إلى لقب ل«مشاة البحرية» وهو مشتق من حد ذاته من قصات الشعر التقليدية العالية والضيقة التي يفضلها المارينز مما يعطيهم مظهر شبيه بالجرة.
انضم سوفورد إلى الفيلق البحري الأمريكي في سن الثامنة عشر عاما وبعد فترة وجيزة من تحوله إلى العشرين تم نشره في الرياض عاصمة المملكة العربية السعودية في انتظار بدء حرب الخليج الثانية.
كان برتبة جندي أول بينما كان يعمل قناص مستكشف مع فصيل المراقبة واكتساب الهدف من الكتيبة الثانية من فرقة مشاة البحرية السابعة. خلال نشره في الخليج العربي لم يطلق النار في الغضب على الرغم من إطلاقه على كل من العدو وزملائه.
تم تصوير سووفورد من قبل الممثل الأمريكي جيك جيلنهال في فيلم عام 2005 جارهيد استنادا إلى كتابه الذي صدر عام 2003 الذي يحمل نفس الاسم.

## روابط خارجية
- أنتوني سووفورد على موقع IMDb (الإنجليزية)
- أنتوني سووفورد على موقع ألو سيني (الفرنسية)
- أنتوني سووفورد على موقع أول موفي (الإنجليزية)
- أنتوني سووفورد على موقع إن إن دي بي (الإنجليزية)
- أنتوني سووفورد على موقع قاعدة بيانات الفيلم (الإنجليزية)
- أنتوني سووفورد على موقع كينوبويسك (الروسية)